# Austerität
Austerität (von griechisch αὐστηρότης austērótēs, deutsch ‚Herbheit, Ernst, Strenge‘) bedeutet „Disziplin“, „Entbehrung“ oder „Sparsamkeit“. Der Begriff wird vor allem in ökonomischen Zusammenhängen gebraucht und ist eine Bezeichnung für eine strenge staatliche Haushaltspolitik, die einen ausgeglichenen Staatshaushalt und eine Verringerung der Staatsschulden anstrebt (Austeritätspolitik, restriktive Fiskalpolitik, Sparpolitik).
Als Austeritätsmaßnahmen werden Haushaltskürzungen und Steuererhöhungen in Zeiten schlechter wirtschaftlicher Entwicklung definiert.

## Wirtschaft
In wirtschaftlichem Sinn wurde der Begriff austerity erstmals im Vereinigten Königreich während des Zweiten Weltkriegs verwendet. Charakterisiert wurden damit die Ausgabenkürzungen des Schatzkanzlers und Handelsministers Stafford Cripps, die eine ausgeglichene Zahlungsbilanz, Vollbeschäftigung und die Deckung der Kriegskosten erreichen sollten. Großbritannien stand nach dem Zweiten Weltkrieg am Rande der Zahlungsunfähigkeit. Als Synonym für eine strenge staatliche Ausgabenpolitik bzw. restriktive Fiskalpolitik wurde das englische Wort später ins Deutsche entlehnt und zunächst in Wortverbindungen wie Austerity-Politik, Austerity-Maßnahmen oder Austerity-Programm sowie später in der regräzisierten Form Austerität (Austeritätspolitik) gebraucht. Die Bezeichnung wird in der Fachwelt auch als politisches Schlagwort gesehen, um Zwänge zur Haushaltskonsolidierung vehement zu kritisieren.

### Ziele der Austeritätspolitik
Laut Befürwortern soll durch eine Austeritätspolitik in Form von Steuererhöhungen bzw. Ausgabensenkungen soll die Nettoneuverschuldung des Staates begrenzt oder die Schuldenlast abgebaut werden. Das diene den Zielen, einen Staatsbankrott zu verhindern, Risikoaufschläge auf Staatsanleihen zu senken und internationale Vereinbarungen wie den Stabilitäts- und Wachstumspakt einzuhalten. Würden diese Ziele erreicht, wachse der finanzielle Handlungsspielraum des Staates und in der Regel auch das Vertrauen in die Wirtschaftspolitik des betreffenden Staates.
Ablehnende Ökonomen wie Clara Mattei führen dagegen etwa an, dass Austeritätspolitik zur Verhinderung wirtschaftsdemokratischer Tendenzen diene. Demnach beabsichtige eine Strategie der fiskalisch, monetär und industriell eingebetteten Austerität die Steigerung der Abhängigkeit der Arbeitnehmern von privaten Märkten mit weniger sozialen Sicherungsmechanismen, deren Profitrate so im Verhältnis zu Lohnkosten (Mehrwertrate) erhöht werden könne.

### Wirkung der Austeritätspolitik
Unter Wissenschaftlern bestehen unterschiedliche Auffassungen über die Wirkungen der Austeritätspolitik. Manche Autoren betrachten Haushaltskonsolidierungen dauerhaft hoch verschuldeter Staaten als unausweichlich (solange diese nicht ihre Währung abwerten können), bezeichnen das allerdings im deutschen Sprachraum seltener als „Austeritätspolitik“, während andere Autoren mit der Bezeichnung „Austeritätspolitik“ die Risiken hervorheben. Selbst die Frage, welche europäischen Staaten eine Austeritätspolitik betrieben haben, ist strittig.

### Kritik an der Austeritätspolitik
Die Wirkungen einer staatlichen Sparpolitik hängen insbesondere von der konjunkturellen Situation ab. Während das Betreiben einer antizyklischen Finanzpolitik (also das Sparen während des Aufschwungs und eine lockere Finanzpolitik während des Abschwungs) zumindest theoretisch breite Zustimmung findet, wird eine Austeritätspolitik in Krisenzeiten weitaus kritischer bewertet. In der Praxis wird Austeritätspolitik allerdings meist in Reaktion auf Überschuldung des Staatshaushalts zur Verhinderung eines Staatsbankrotts durchgeführt. Die Alternative der Weiterführung der Schuldenpolitik scheitert oft daran, dass die Kreditgeber nicht bereit sind, weitere Kredite bereitzustellen, da sie nicht mehr an eine Rückzahlung glauben.
Zu den wichtigsten Kritikern gehört der amerikanische Ökonom Paul Krugman. Er hält Austeritätsmaßnahmen für verfehlt und argumentiert, dass sie eine bestehende Rezession verstärken. Er kritisierte insbesondere Empfehlungen der OECD zugunsten Austeritätspolitik, da sie durch deren eigene Prognosen nicht fundiert seien. Die gegenwärtige Austeritätspolitik funktioniere grundsätzlich nicht, so Krugman. Selbst wenn Unternehmen unter den Bedingungen einer einbrechenden Nachfrage bereit wären, weiterhin zu investieren und Kapital nachzufragen, so sänke die Kapitalnachfrage nicht in der erhofften zinsdämpfenden Weise, da die Unternehmen weniger Gewinne hätten, die sie reinvestieren könnten. Austeritätspolitik erhöhe laut volkswirtschaftlicher Gesamtrechnung den Finanzierungsbedarf der Unternehmen. Ein günstigerer Zins helfe daher Unternehmen nicht.
Entgegen den theoretischen Annahmen schaffe Austeritätspolitik in Zeiten großer wirtschaftlicher Probleme kein Vertrauen, sondern erschwere es vielmehr dem betroffenen Staat souverän durch die Krise zu steuern. Die Belastungen würden ggf. durch Einschnitte in den Sozialhaushalt ungerecht verteilt und träfen dann eher die Armen. Aus der Sicht des Keynesianismus kann eine Kürzung der Staatsausgaben zu einem Rückgang des Wirtschaftswachstums führen – unter Umständen sogar zu einem Teufelskreis aus privatem Sparbedürfnis (Vorsichtskasse), zurückgehenden Staatseinnahmen und zusätzlichem Sparbedarf des betroffenen Staatshaushalts. Aus den Erfahrungen während der Weltwirtschaftskrise in den 1930ern schloss Hans Gestrich 1936, dass während rezessiver Konjunkturphasen der Versuch der Defizitreduzierungen hingegen Haushaltsdefizite reproduziert: „In der Depression wird die Lage der Staatskasse bestimmt sein durch rückgängige Steuereinnahmen, die dem sinkenden Einkommen der Steuerpflichtigen entsprechen, einerseits, durch mindestens gleichbleibende, wahrscheinlich aber steigende Ausgaben andererseits. […] Daß die rigorose Defizitdeckung durch Steuererhöhung und Ausgabenkürzung die Depression vertieft und – falls nicht irgendeine von anderer Seite kommende Anregung der Konjunktur auf die Beine hilft – das Haushaltsdefizit immer von neuem erzeugt, haben eine Reihe europäischer Staaten in der Periode von 1930 bis 1935 nacheinander erfahren müssen; besonders Deutschland bis 1933, wo sich besonders gewissenhafte Finanzpolitiker wegen der bereits in den Jahren vorher aufgetürmtem Schuldenlast zu solcher Haushaltsgebarung verpflichtet fühlten.“ Der Keynesianismus setzte daher auf die entgegengesetzte Strategie des deficit spending in der konjunkturellen Absatzkrise.
Neben neueren Sichtweisen der Weltwirtschaftskrise prägen Erfahrungen aus einer dreistelligen Zahl weiterer Krisen die aktuelle makroökonomische Diskussion.
Als Kritik an der keynesianischen Argumentation wird angeführt, dass nicht erklärt würde, wie eine konjunkturanregende Staatsnachfrage auf Dauer finanziert werden kann und soll, insbesondere bei hohen Defizit- und Schuldenständen. Der Kieler Volkswirt Kai Carstensen merkt dazu an: „Was unter dem genauso unseligen wie ökonomisch widersinnigen Motto ‚Mehr Wachstum statt mehr Sparen‘ daherkommt, heißt in Wahrheit ‚Mehr Konsum auf Pump‘, hat mit Wachstum nichts zu tun und ist genau die Strategie, die Länder wie Griechenland und Italien erst in Bedrängnis gebracht hat.“
Eine IWF-Studie von 2012 zeigt, dass zeitlich falsch gesteuerte Austeritätsprogramme das Wirtschaftswachstum in hohem Maße reduzieren können. Es sei zu beachten, dass sich durch ein Sparprogramm der Schuldenstand im ersten Jahr erhöht und erst später zurückgeht. Daher dürfe man nicht in den jeweiligen Folgejahren weitere Sparprogramme durchführen, weil jedes dieser Sparprogramme zunächst das Wachstum reduziere und den Schuldenstand erhöhe. Verschiedene weitere Studien bestätigen diesen Befund des IWF, indem sie zeigen, dass die sogenannten Fiskalmultiplikatoren im Fall der europäischen Austeritätsprogramme deutlich höher waren als bei der Konzeption zunächst angenommen worden war. Gegen diese Argumentation wird eingewandt, dass Austeritätsprogrammen zwar negative Wachstumseffekte folgen, sie aber gegenüber vorangegangener Überschuldung notwendig und wirksam seien.
Maßgeblich für den Erfolg von Austeritätspolitik hielt 1936 Wilhelm Lautenbach kompensierende Steigerungen der inländischen Unternehmensinvestitionen.
Paul Krugman verwies auf das Konjunkturprogramm (fiscal stimulus) der USA in Reaktion auf die Finanzkrise ab 2007 (welches seiner Ansicht nach jedoch zu gering ausfiel). In europäischen Ländern mit gesunkenen Staatsausgaben habe es hingegen eine schlechtere Entwicklung als in den USA gegeben. Daniel Gros verweist darauf, dass die Eurozone trotz eines deutlich geringeren Defizitspendings als die USA oder Großbritannien in puncto Wirtschaftswachstum und Arbeitslosigkeit nicht schlechter abgeschnitten hat. Er konzediert, dass Austeritätspolitik nicht gerade wachstumsanregend wirkt, allerdings sei sie unvermeidlich, um die Staatsschulden beherrschbar zu halten. Je höher das Volumen und je länger das Defizitspending erfolgt, desto ausgeprägter muss hinterher der Staatshaushalt konsolidiert werden. Jeffrey Sachs bezeichnete Krugmans Ansicht zum Konjunkturprogramm als kruden Keynesianismus, der nicht so klug wie die Ansichten Keynes ausfalle. Er warf Krugman vor, nicht zwischen nützlichen und unnützen Ausgaben zu unterscheiden und konstante Nachfragemultiplikatoren anzunehmen. Ebenso kritisierte er die Obama-Regierung für die Übernahme dieser Ansicht. 2015 warf Sachs Krugman vor, gegen die Reduzierung von Defiziten zu sein und somit falsch zu prognostizieren. Er verwies auf die Senkung des US-Haushaltsdefizits von 8,4 % des BIP im Jahre 2011 auf (geschätzte) 2,9 % des BIP im Jahre 2014 und eine Senkung des strukturellen Haushaltsdefizits der USA sowie auf die Senkung des britischen strukturellen Haushaltsdefizits bei jeweils gleichzeitig sinkender Arbeitslosigkeit.
Reduzierung von Defiziten und Reduzierung von Arbeitslosigkeit sei also kein Widerspruch, nötige höhere Staatsausgaben sollten nach Sachs u. a. über eine stärkere Belastung von Reichen, nicht über Staatsdefizite, erfolgen. Krugman wiederum verwies auf die Eurostat-Daten 2010 bis 2013 zur Untermauerung seiner Ansicht, dass höhere Staatsausgaben eher die Wirtschaftssituation verbesserten. Bill Mitchell antwortete auf Sachs, dass es während dieser Zeit keine größeren Austeritätsmaßnahmen in den USA gegeben habe und weiterhin fiskalische Konjunkturunterstützung erfolgt sei.
Eine Analyse von Hübscher et al. von 166 Wahlen in ganz Europa seit 1980 zeigt, dass Sparmaßnahmen zu einer erhöhten Wahlenthaltung und einem Anstieg der Stimmen für Nicht-Mainstream-Parteien führen und damit die politische Polarisierung verschärfen. Ihre detaillierte Untersuchung spezifischer Austeritätsepisoden zeigt, dass neue, kleine und radikale Parteien die Hauptnutznießer dieser Politik sind.

### Austerität in Deutschland
Der Ökonom Paul Krugman betrachtet die Wirtschaftspolitik des Reichskanzlers Heinrich Brüning zu Beginn der Weltwirtschaftskrise als bewusste Austeritätspolitik. Im Gegensatz dazu argumentiert der Wirtschaftshistoriker Albrecht Ritschl, Brüning habe gar keine expansive Konjunkturpolitik betreiben können, da sich Deutschland aufgrund der hohen Auslandsverschuldung und der Reparationsverpflichtungen in einer Zwangslage befand. Der Economist wies darauf hin, dass das in Krisenländern gebräuchliche Lehnwort austerity in Deutschland selbst kaum gebraucht wird; dort spreche man eher von Sparpolitik. In deutschen Medien wurde unter anderem die Agenda 2010 der Regierung unter Bundeskanzler Gerhard Schröder als Sparpolitik bezeichnet.

### Austerität in Griechenland
Eine Reihe keynesianischer Ökonomen ist der Ansicht, Austeritätspolitik habe die Wirtschaftskrise in Griechenland verschärft. Andere Ökonomen halten dem entgegen, dass in Griechenland seit Jahrzehnten (mit wenigen Ausnahmejahren) und verstärkt von 2000 bis 2009 eine übermäßige private und staatliche Verschuldung stattgefunden habe. Akut manifestiert in einer Vertrauenskrise auf dem Kapitalmarkt nach gesteigert falschen Angaben zu Verschuldung und Haushaltsdefiziten unter sozialistischer und dann konservativer Regierungsverantwortung führte Verschuldung für nicht real erwirtschaftetes Konsumwachstum letztlich dazu, dass Griechenland auf dem Kapitalmarkt keine Kredite mehr bekam.
Laut Daniel Gros ist Griechenland „natürlich nicht das erste Land, das Notfall-Finanzhilfen beantragt, um Kürzungen des Staatshaushalts aufzuschieben, und sich dann über exzessive Haushaltskürzungen beschwert, wenn die Krise vorbei ist“. Das passiere öfter, wenn eine Regierung glaubt, nicht mehr auf fremde Hilfe angewiesen zu sein. Griechenland habe dafür aber einen schlechten Zeitpunkt gewählt, da es zeitgleich eine weitere Rettungsaktion hinsichtlich der IWF- und EZB-Kredite braucht und das griechische Bankensystem weiterhin EZB-Hilfen benötigt. Die griechische Staatsschuldenquote von 170 % des BIP wirke zwar optisch groß, da es sich aber überwiegend um subventionierte Troika-Kredite handelt, muss Griechenland Zinsen in Höhe von 1,5 % des BIP zahlen – weniger als Irland oder Italien – und die Laufzeiten sind marktunüblich lang.
Für Ökonomen wie Hans-Werner Sinn war klar, dass Griechenland in eine scharfe Depression würde gehen müssen. Ökonomen wie Krugman, Thomas Piketty und Joseph Stiglitz zufolge zeige das Beispiel Griechenland, dass endlose Austeritätspolitik zu endloser Depression führe. Ökonomen wie Paul Krugman und Hans-Werner Sinn halten eine neue private Verschuldungskrise für vermeidbar, wenn sich Griechenland für einen Grexit entscheidet, da die Währungsabwertung zu einer schnellen Wiederherstellung der internationalen Wettbewerbsfähigkeit führe.
Ricardo Hausmann ist der Ansicht, dass die starke Rezession letztlich nur ein unnatürliches – nicht investitions-, sondern konsumgetriebenes – Kreditblasenwachstum in den 2000ern korrigiert habe. Das durchschnittliche Wirtschaftswachstum Griechenlands von 1998 bis 2014 ist trotz der Depression immer noch höher als z. B. das von Zypern, Dänemark, Portugal oder Italien. Nach Ansicht von Paul R. Gregory ist Paul Krugmans Empfehlung, die Schuldenkrise durch deficit spending zu bekämpfen, genauso wenig sinnvoll, wie ein Arzt einen drogenabhängigen Patient mit drogeninduziertem Herzstillstand mit Heroin behandeln würde.
Weiterhin wird argumentiert, dass nicht die Austeritätspolitik an der Wirtschaftskrise schuld sei, sondern die griechischen Strukturen und die Weigerung, diese nachhaltig zu ändern. So habe eine ähnliche Austeritätspolitik in Portugal, Irland, Spanien und Zypern weit besser funktioniert, weil über Innere Abwertung der Exportsektor stimuliert wurde. Die geringeren Staatsausgaben wurden so zum Teil durch höhere Exportnachfrage ausgeglichen, so dass die gesamtwirtschaftliche Nachfrage weit weniger stark zurückging. Diese Länder verzeichnen mittlerweile wieder ein Wirtschaftswachstum und sind wieder in der Lage, am Kapitalmarkt Kredite zu bekommen. Im Falle Griechenlands hat die innere Abwertung den Export bisher kaum stimuliert, u. a. weil sich die wichtigsten griechischen Exportartikel als wenig preiselastisch herausstellten. Hinzu kommt, dass fast alle griechischen Parteien Strukturreformen – wie eine Verringerung der außergewöhnlich großen Bürokratie – ablehnen. SYRIZA führte Wahlkampf mit dem Versprechen, die wenigen Privatisierungen rückgängig zu machen und jedes Jahr Lohnerhöhungen ohne Rücksicht auf die Produktivitätsentwicklung anzuordnen. Dadurch wurden inländische und ausländische Investoren abgeschreckt.
Auch der Zeitpunkt der in Griechenland durchgeführten Strukturreformen ist Gegenstand von Diskussionen. So kam etwa eine Untersuchung des IWF zu dem Ergebnis, dass die kurz- und mittelfristigen Wachstumseffekte von Strukturreformen stark davon abhängen, ob sich die Konjunktur eines Landes in einer schwachen oder in einer starken Wachstumsphase befindet. Laut Berechnungen des IWF wirkt sich etwa eine Lockerung des Kündigungsschutzes oder eine Reduzierung des Arbeitslosengeldes während einer Phase starken Wachstums in der Regel positiv aus. In Griechenland wurden diese Reformen aber während einer Rezession implementiert, was in der Regel die Konjunktur noch weiter abschwächt. Der IWF führt das darauf zurück, dass die Anreize zwar höher sein mögen, wenn die Arbeitslosenleistungen niedriger sind – in einer Wirtschaftskrise wie der griechischen stünden jedoch weniger freie Arbeitsplätze zur Verfügung, so dass die erhoffte Wirkung ausbleibe.
Nach Ansicht von Kenneth S. Rogoff, Jeremy Bulow und Aristos Doxiadis verstelle die Austeritätsdiskussion zudem den Blick auf viel wichtigere makroökonomische Krisenfaktoren. Die Krise sei vor allem auf die Kapitalflucht in Höhe von über 100 Milliarden Euro zurückzuführen, die nur teilweise durch die Emergency Liquidity Assistance (von der EZB genehmigte Zentralbankkredite durch die Bank of Greece) ausgeglichen wurden. Hingegen habe es kein „Ausbluten“ durch die Kreditgeber gegeben, Griechenland hat bis Mitte 2014 viel mehr Geld von den Euroländern bekommen, als es an diese zahlen musste. Zudem sei die Bankenkrise ein weiterer Verursacher der Wirtschaftskrise, da alleine 33,5 % der privaten Schulden notleidend wurden, was zwangsläufig eine Kreditklemme auslöste.
Eine vermittelnde Position vertritt Michael Spence. Seiner Ansicht nach besteht ein Missverständnis im Sprachgebrauch von Austerity: Keynesianer verstehen darunter eine so schnelle Reduktion von Staatsdefiziten, dass der Spareffekt durch die Kosten einer starken Rezession überkompensiert wird. Für die Deutschen hingegen sei Austerity die Wiederherstellung von Flexibilität, Produktivität und internationaler Wettbewerbsfähigkeit durch Lohnzurückhaltung und Strukturreformen. Seiner Ansicht nach müsse die richtige Balance zwischen zu schnellen Haushaltskürzungen und gefährlich langsamen Haushaltskürzungen gefunden werden. Stabilität und Wachstum wiederherzustellen sei nur teilweise eine Frage der Wiederbelebung kurzfristiger gesamtwirtschaftlicher Nachfrage. Es gehe auch um Strukturreformen und strukturelle Anpassungen, die nicht zuletzt dazu führen, dass sich die gesamtwirtschaftliche Nachfrage vermehrt aus Investitionen und vermindert aus Konsum zusammensetzt.

## Andere Bedeutung des Begriffs „Austerität“
In älterer Zeit war Austerität als Fremdwort der gehobenen deutschen Literatur- und Wissenschaftssprache auch noch in anderen Bedeutungen geläufig, so als ethisch-philosophischer Begriff für „Strenge, unbiegsame Hartnäckigkeit (der Tugend und Moral)“, für die in der lateinischen Tradition besonders die Unbeugsamkeit Catos d. J. als virtus austera Catonis sprichwörtlich war, oder als ästhetisch-kunstwissenschaftlicher Begriff für eine prunklos sparsame, auf das Nötigste beschränkte Gestaltungs- oder Ausstattungsweise, wie sie zum Beispiel dem mittelalterlichen Baustil der Zisterzienser zugeschrieben wird (zisterziensische Austerität).